# Kokoko
Pour plus de détails, voir Fiche technique et Distribution.
Kokoko (Кококо) est un film russe réalisé par Avdotia Smirnova, sorti en 2012.

## Fiche technique
- Photographie : Maksim Osadtchi
- Musique : Sergeï Chnourov
- Décors : Ekaterina Zaletaieva, Alexandre Osipov, Marat Nigmatoullin
- Montage : Youlia Batalova

## Récompenses
- Festival du cinéma russe à Honfleur 2012 : prix du meilleur scénario et prix de la meilleure actrice pour Anna Mikhalkova et Yana Troianova